# 3-idrossiantranilato 3,4-diossigenasi
La 3-idrossiantranilato 3,4-diossigenasi è un enzima appartenente alla classe delle ossidoreduttasi, che catalizza la seguente reazione:
3-idrossiantranilato + O2 ⇄ 2-amino-3-carbossimuconato semialdeide
L'enzima richiede Fe2+.